# Maria Rita Brondi
Maria Rita Brondi (Rimini, 5 luglio 1889 – Roma, 1º luglio 1941) è stata una chitarrista, liutista, cantante, compositrice e storica della musica italiana italiana, considerata la prima storiografa italiana per gli strumenti che ha suonato.

## Biografia

### Primi anni di vita
Nata a Rimini, venne avviata allo studio della musica dal padre. In seguito studiò chitarra con Luigi Mozzani (1869-1943) e Francisco Tárrega (1852-1909) e prese lezioni di canto da Paolo Tosti in Inghilterra. Nel 1907 Tárrega le dedicò un minuetto, una composizione per chitarra solista: Alla mia discepola preferita e nobile signorina Maria Rita Brondi.
Morì nel 1941, all'età di 51 anni.

## Carriera
Brondi andò in tournée in Europa come chitarrista e cantante, nota per aver cantato canzoni popolari regionali italiane. Fu inoltre compositrice di opere per chitarra; il suo libro sulla storia della chitarra intitolato Il liuto e la chitarra, rimase per molti anni il testo di riferimento in questo ambito. Il libro venne pubblicato per la prima volta nel 1926 a Torino da Bocca Editori e poi rieditato diverse altre volte nel corso del XX secolo. Venne citata come una delle tre maggiori musiciste italiane le cui opere hanno diffuso la conoscenza del folklore musicale, insieme a Elisabetta Oddone (1878-1972) e Geni Sadero (nota anche come Eugenia Scarpa, 1886-1961), sebbene entrambe le sopravvissero. Per aver fatto una delle prime registrazioni di liuto, Maria Rita Brondi insieme a Arnold Dolmetsch, Suzanne Bloch e Diana Poulton, venne considerata all'avanguardia da Julian Bream, musicista moderno che fece rivivere questo strumento.
Le sue composizioni sono ancora suonate e registrate, come la raccolta intitolata Guitar Music di Women Composers (2009), della chitarrista olandese Annette Kruisbrink.

## Opere

### Libri
- Il liuto e la chitarra. Ricerche storiche sulla loro origine e sul loro sviluppo, Bocca Editori, Torino (1926)